# Teodoro De Rossi Di Santa Rosa
Teodoro De Rossi Di Santa Rosa est un homme politique italien du XIXe siècle, député de la province de Nice au parlement de Turin.

## Biographie
Né en 1811, le comte Teodoro De Rossi Di Santa Rosa (ou Santarosa) est le fils de Santorre di Santarosa. Intendant, libéral, il est élu dans le collège d'Utelle en décembre 1849, pour la 4e législature (1849-1853).
Il est opposé à la cession de Nice à la France en 1860.